# Atarba (Atarbodes) trimelania
Atarba (Atarbodes) trimelania is een tweevleugelige uit de familie steltmuggen (Limoniidae). De soort komt voor in het Oriëntaals gebied.